# Aline von Drateln

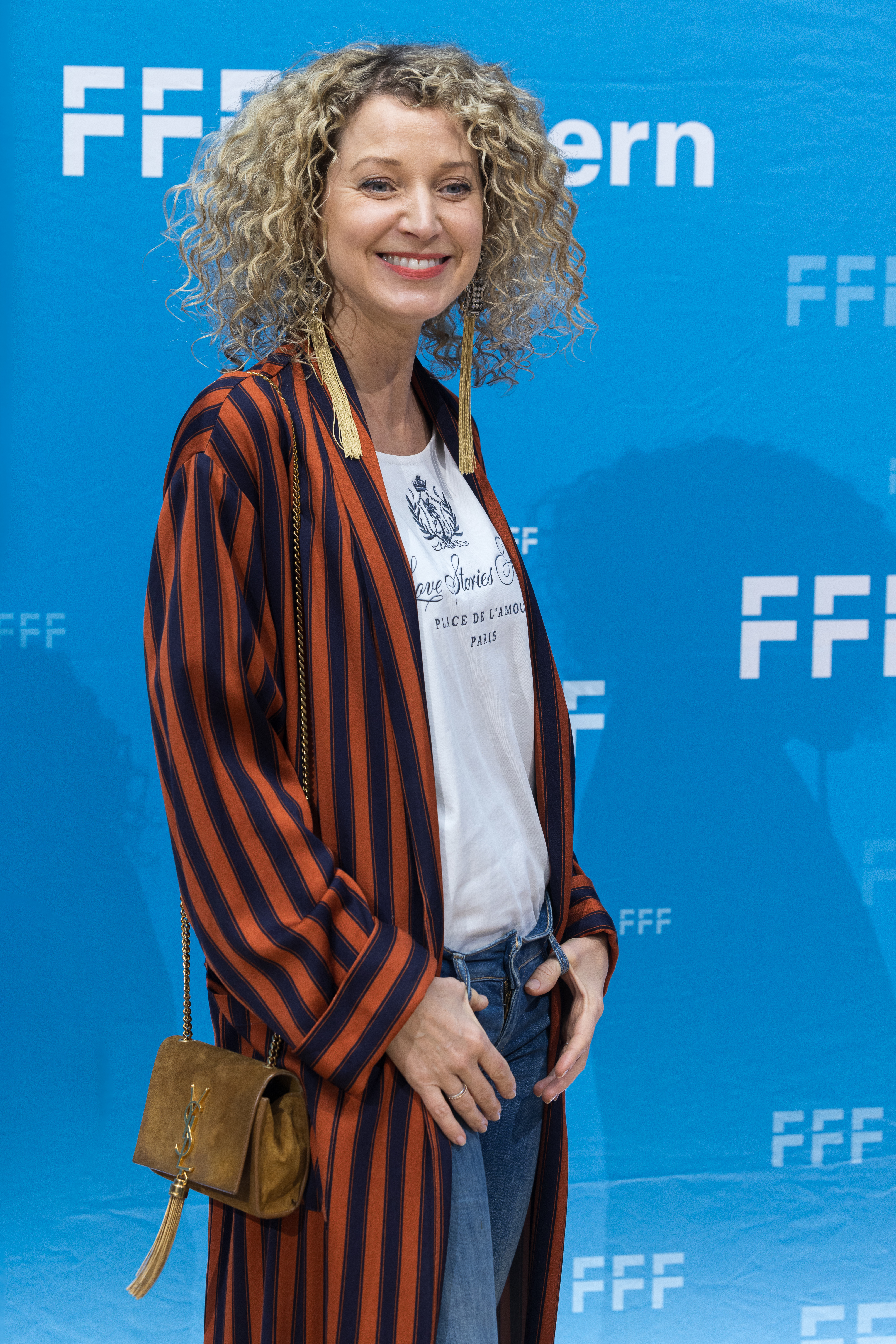
Aline von Drateln beim FFF-Empfang 2024

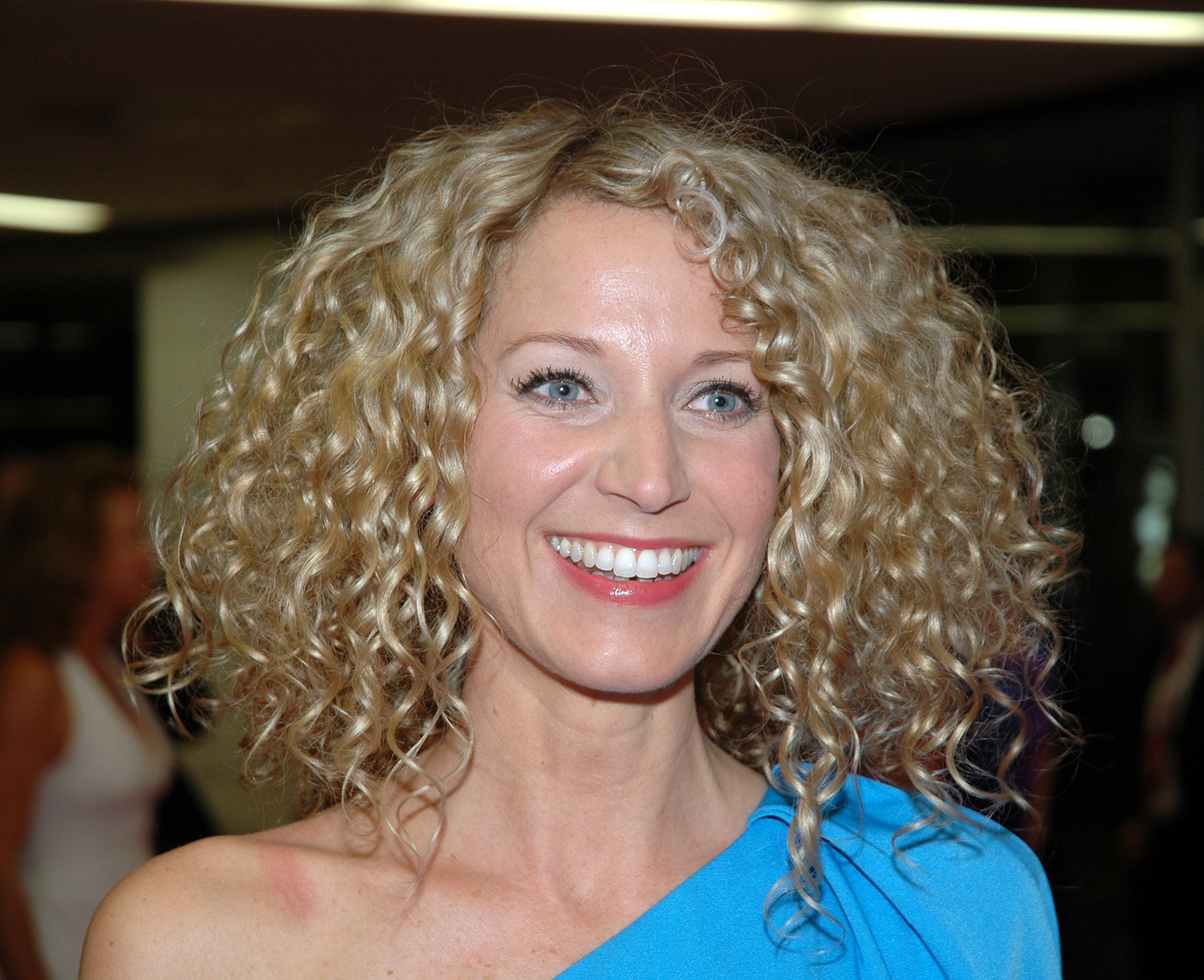
Aline von Drateln beim Filmfest München 2014

Aline von Drateln (* 25. April 1976 in Hamburg) ist eine deutsche Moderatorin und Model.

## Leben
Drateln studierte von 1995 bis 2001 Rechtswissenschaften an der Universität Hamburg. Nebenbei arbeitete sie als Society-Reporterin bei der B.Z. sowie als freie Mitarbeiterin bei Prinz und der Hamburger Morgenpost. Auf einer Pressekonferenz wurde sie für das Fernsehen engagiert und erhielt wenige Tage später eine eigene Sendung bei TV Berlin, wo sie ihr erstes Life-Style-Format moderierte. Es folgten Engagements bei SAT.1 in Dortmund sowie für den MDR, wo sie über zwei Jahre Hauptmoderatorin des Magazins dabei ab zwei war.
In den Jahren 2008 und 2009 war sie für die Wochenendausgabe des SAT.1 Frühstücksfernsehens als Moderatorin tätig. Ab 2011 moderierte sie für das Handelsblatt die Online-Sendungen 99 Sekunden und Drateln zum Diktat. Im Jahr 2013 war sie Co-Moderatorin der ersten Staffel der Sat.1-Show The Voice Kids. Von 2013 bis 2018 war sie für Sky Deutschland tätig und moderierte dort das Filmmagazin Kinopolis.
Drateln lebt mit ihrem Mann und ihren drei Kindern in Berlin.

## Moderation
- 2001: Europäischer Presseball, TV Berlin
- 2001: Echoverleihung 2001, TV Berlin
- 2002: Deutscher Filmpreis 2002, TV Berlin
- 2002: Treffpunkt Auto, TV Berlin
- 2002: Treffpunkt TV.B, TV Berlin (Talksendung)
- 2002: IN Berlin, TV Berlin
- 2003: 17:30 – live aus Dortmund, Sat.1
- 2006–2008: Dabei ab Zwei, MDR
- 2008: Schau ins Land, Reisereportage im MDR
- 2008–2009: SAT1 Frühstücksfernsehen am Samstag, Sat.1
- 2011–2012: 99 Sekunden, Handelsblatt.de
- 2012–2013: Drateln zum Diktat, Handelsblatt
- 2013: The Voice Kids, Sat.1
- 2013–2018: Kinopolis, Sky
- 2016: Bayerischer Fernsehpreis

## Werbung
Drateln wirkte unter anderem in Werbespots für T-Mobile, die Deutsche Post, Ferrero, TUI, die Berliner Bank, Philadelphia, Nivea und C&A mit.

## Auszeichnungen
- 2014: MIRA Award als „Beste Moderatorin“[1]